# Botschaft Ruandas in Berlin

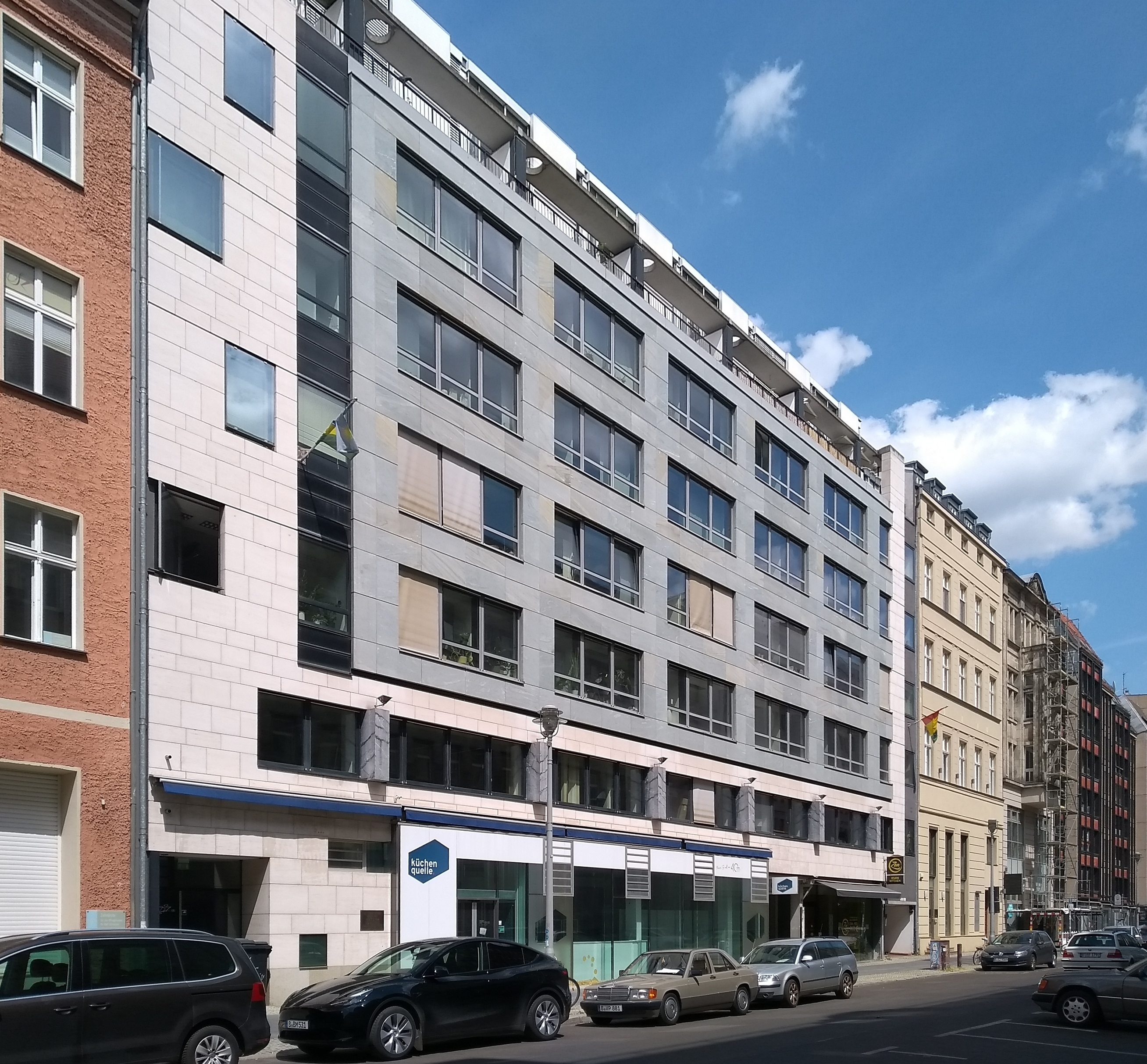
Geschäftshaus in der Jägerstraße 67–69
mit den Botschaften von Ruanda und Guinea

Die Botschaft Ruandas in Berlin ist die diplomatische Vertretung der Republik Ruanda in Deutschland. Sie befindet sich in der Jägerstraße 67–69 im Ortsteil Mitte des gleichnamigen Bezirks.
Botschafter ist seit dem 27. August 2015 Igor César.
Ruanda unterhält Honorarkonsulate in Frankfurt am Main, Hamburg, Magdeburg und Tutzing.

## Geschichte der diplomatischen Beziehungen
Ruanda und Burundi wurden als Teile des belgischen UN-Treuhandgebiets Ruanda-Urundi am 1. Juli 1962 unabhängig. Am 13. Dezember 1963 nahmen Ruanda und die Bundesrepublik Deutschland diplomatische Beziehungen auf. Die Botschaft befand sich in der Beethovenallee 72 in Bonn-Bad Godesberg. Aufgrund des Umzugs von Bundestag und Regierung nach Berlin verlegte auch die ruandische Botschaft ihren Sitz in die neue deutsche Hauptstadt. Sie befindet sich in der Jägerstraße 67–69 in Berlin-Mitte.
Seit dem 14. Februar 1973 bestanden diplomatische Beziehungen zwischen Ruanda und der DDR. Sie endeten mit der deutschen Wiedervereinigung im Jahr 1990. Der Botschafter Ruandas in Paris, ab 1985 der in Moskau, war in der DDR zweitakkreditiert.

## Botschafter (seit 2009)
- 2009, Juli: Christine Nkulikiyinka
- 2015, 27. August: Igor César[6]

Der Botschafter Ruandas in Deutschland ist in Rumänien, der Slowakei, in Tschechien, der Ukraine und in Ungarn zweitakkreditiert.

## Gebäude
Die Botschaft Ruandas befindet sich in einem Büro- und Geschäftshaus in der Jägerstraße 67–69 in Berlin-Mitte. Die Botschaft Guineas hat im gleichen Gebäude ihren Sitz.